# Luganosjön
Luganosjön (italienska: Lago di Lugano eller Ceresiso) är en bergsjö i föralperna med ytan 48,9 km² som delas av Schweiz (63 % av ytan) och Italien. Sjön ligger 271 meter över havet och har ett största djup på 278 meter. Den avvattnas till Lago Maggiore genom floden Tresa. Största stad är Lugano i Schweiz. Vid sjön ligger den italienska enklaven Campione d'Italia.

## Topografi
Sjön har tre bäcken: Det nordvästra, mellan Melide och Porlezza, begränsas av en moränvall på sjöbotten mellan Melide och Bissone som under 1800-talet fylldes ut till en bank. Söder därom sträcker sig ett bäcken från Capolago till orten Agno. Ett mindre tredje bäcken ligger runt sjöns utlopp i Ponte Tresa och avskiljs genom sundet vid Lavena.

## Historia
Sjön omnämns först av Gregorius av Tours år 590 som Ceresium. År 804 förekommer namnet Laco Luanasco. Området lydde från år 1000 under biskopen av Como. Senare ökade Milanos inflytande. Sedan schweizarna erövrade Lugano 1512 har sjön haft delad överhöghet. Gränserna fastlades i fördraget i Varese 1752. Det var länge svårt att färdas längs stränderna men när förbindelsen mellan Melide och Bissone anlagts på 1840-talet ökade trafiken starkt.

Luganosjön, vy från Monte San Salvatore. Till vänster Lugano och armen mot Porlezza. Till höger banken mellan Melide och Bissone